# Кіновсесвіт Marvel: Четверта фаза
Четверта фаза Кіновсесвіту Marvel (КВМ) — серія американських супергеройських фільмів і телесеріалів, створених Marvel Studios і заснованих на персонажах Marvel Comics. До фази увійшли всі проєкти Marvel Studios з 2021 по 2022 роки. Вперше в історії кіновсесвіту до фази увійшли телесеріали стрімінг-сервісу Disney+, події яких пов'язані з фільмами і є офіційним каноном. Фаза розпочалась в січні 2021 року з прем'єрою серіалу «ВандаВіжен», а в липні того ж року відбулась прем'єра першого фільму фази «Чорна вдова». Фаза закінчилась в грудні 2022 року з релізом святкового спецвипуску «Вартових Галактики». Дати прем'єр проєктів змінювались декілька разів у зв'язку з пандемією коронавірусу. Кевін Файгі є продюсером усіх фільмів і виконавчим продюсером всіх телесеріалів фази; окрім того, Джонатан Шварц виступає продюсером стрічки «Шан-Чі та Легенда Десяти Кілець», Нейт Мур — продюсером «Вічних» і «Чорної пантери: Ваканда назавжди», Емі Паскаль — продюсером картини «Людина-павук: Додому шляху нема», а Бред Віндербаум — продюсером фільму «Тор: Любов і грім».
До фази входять наступні фільми: «Чорна вдова» зі Скарлетт Йоганссон в ролі Наташі Романофф / Чорної вдови, «Шан-Чі та Легенда Десяти Кілець» (вересень 2021 року) з Симу Лю в головній ролі, «Вічні» (листопад 2021 року), «Людина-павук: Додому шляху нема» (грудень 2021 року) з Томом Голландом в головній ролі, «Доктор Стрендж у мультивсесвіті божевілля» (травень 2022 року) з Бенедиктом Камбербетчем в ролі доктора Стівена Стренджа, «Тор: Любов і грім» (липень 2022 року) з Крісом Гемсвортом в ролі Тора і «Чорна пантера: Ваканда назавжди» (листопад 2022 року).
Частиною фази є наступні телесеріали: «Ванда/Віжн» з Елізабет Олсен і Полом Беттані в ролях Ванди Максимової і Віжена, «Сокіл та Зимовий солдат» (березень 2021 року) з Ентоні Макі і Себастіаном Стеном в головних ролях, перший сезон «Локі» (червень 2021 року) з Томом Гіддлстоном, перший сезон анімаційного серіалу «А що як…?» (серпень 2021 року) з Джеффрі Райтом в головній ролі, «Соколине око» (листопад 2021 року) з Джеремі Реннером і Гейлі Стайнфельд, «Місячний лицар» (березень 2022 року) з Оскаром Айзеком в головній ролі, «Міз Марвел» (червень 2022 року) з Іман Веллані в ролі Камали Хан, «Жінка-Галк: Адвокатка» (серпень 2022 року) з Тетяною Маслані в головній ролі, а також Нічний вовкулака (жовтень 2022 року) з Гаелем Гарсія Берналем в головній ролі, святковий спецвипуск «Вартових Галактики» (грудень 2022 року) і серія короткометражних анімаційних фільмов «Я є Ґрут» (серпень 2022 року) з Віном Дізелем в головній ролі. Четверта, п'ята і шоста фази разом складають Сагу Мультивсесвіту.

## Розробка
До жовтня 2016 року компанія The Walt Disney Company визначила дати виходу фільмів Marvel Studios на 2020 і 2021 роки. Президент Marvel Studios Кевін Файгі розповів, що деякі з фільмів, що готуються до виходу, вже відомі: «Ми знаємо, якими саме [фільмами] хочемо заповнити 2020 рік. Протягом багатьох років нам щастить, що плани залишаються майже такими ж, але ми завжди залишаємо собі можливість пристосуватись, якщо доведеться». Файгі не був впевнений, чи продовжать вони групувати фільми у фази після закінчення Третьої фази в 2019 року, сказавши: «Це може стати чимось новим», але в грудні 2018 року стало відомо, що стосовно найближчих майбутніх фільмів буде використовуватись термін «Четверта фаза». Кевін Файгі висловив сподівання на анонс подальшого розкладу кіновсесвіту після прем'єри «Месників: Завершення» (квітень 2019 року), а голова Disney Боб Айґер пізніше уточнив, що це відбудеться влітку 2019 року.
До листопада 2017 року Disney вже почала розробляти телесеріали по кіновсесвіту для свого нового стрімінг-сервісу Disney+, який повинен був запуститися до кінця 2019 року. У вересні 2018 року керівництво Marvel Studios повідомило, що для Disney+ справді розробляється декілька міні-серіалів, сюжети яких будуть зосереджені на «кількох другорядних» персонажах, які не отримали достатньо екранного часу та розвитку у фільмах, актори повернуться до своїх ролей із основного кіновсесвіту. Телесеріали складатимуться з 6–8 епізодів і матимуть бюджет «серйозного фільму». Виробництвом проєктів займатиметься Marvel Studios, а не Marvel Television, що створили кілька серіалів по кіновсесвіту. Кевін Файгі матиме вирішальний голос при розробці проєктів, концентруючись на пов'язаності серіалів і фільмів. У лютому 2019 року Файгі заявив, що телесеріали будуть «повністю залучені до сюжетів минулого, теперішнього та майбутнього кіновсесвіту», а місяцем пізніше в інтерв'ю додав, що в міні-серіалах персонажі з фільмів продовжуватимуть розвиватись, що вплине на сюжети майбутніх фільмів, а нові персонажі, представлені в міні-серіалах, можуть пізніше з'явитися і на великому екрані. У травні того ж року Файгі порівняв серіали Disney+ з короткометражними фільмами Marvel One-Shots, які випускалися раніше, сказавши: «Найкращим у One-Shots було те, що ми могли втілити в них інших персонажів. Надзвичайно інтригує те, що тепер ми можемо зробити це в більшому масштабі на Disney+».

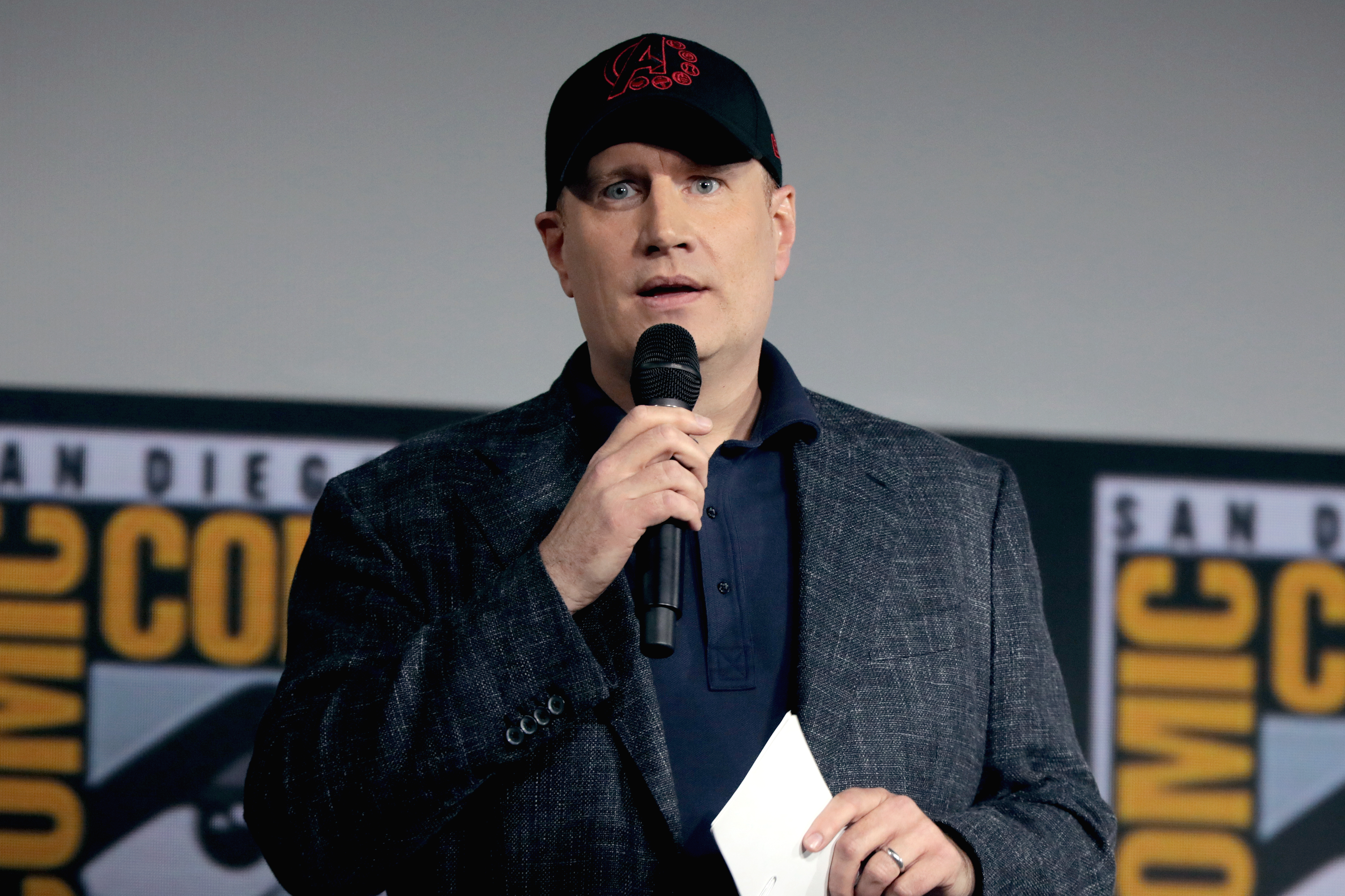
Кевін Файгі анонсує Четверту фазу на Comic-Con у Сан-Дієго 2019

У липні 2019 року на панелі Marvel Studios на Comic-Con у Сан-Дієго Кевін Файгі представив повний розклад Четвертої фази. До неї увійшли п'ять фільмів: «Чорна вдова», «Вічні», «Шан-Чі та Легенда Десяти Кілець», «Доктор Стрендж у мультивсесвіті божевілля» та «Тор: Любов і грім», — і 5 міні-серіалів: «Сокіл та Зимовий солдат», «ВандаВіжен», «Локі», «А що як…?» і «Соколине око». Файгі підтвердив зв'язок подій фільмів і серіалів: наприклад, телесеріалів «Ванда/Віжн», «Локі» та фільму «Доктор Стрендж: У мультивсесвіті божевілля». Голова студії зазначив, що ці десять проєктів разом складуть Четверту фазу, попри те, що на той момент у розробці вже знаходилося продовження «Чорної пантери». Файгі також зауважив, що студія вже запланувала релізи фільмів після 2021 року. Місяцем пізніше на виставці D23 Expo Кевін Файгі анонсував три нові міні-серіали, які увійдуть до фази, «Міз Марвел», «Місячний лицар» і «Жінка-Галк», а також дату виходу «Чорної пантери II» (6 травня 2022 року). У вересні Disney і Sony Pictures оголосили про підписання нової угоди щодо Людини-павука, таким чином, Marvel Studios і Кевін Файгі будуть займатися виробництвом фільму «Людина-павук: Додому шляху нема]».
У березні 2020 року через пандемію коронавірусу прем'єра «Чорної вдови» була перенесена на невизначений термін; автори видання «Вараєті» спробували припустити, чи вплине це на графік виходу наступних фільмів фази. На початку квітня Disney та Marvel Studios оголосили, що весь розклад Четвертої фази зсувається рівно на один фільм уперед. У результаті, «Чорна вдова» вийде в прокат в США 6 листопада 2020 року, посівши місце «Вічних», і т. д.. Наприкінці квітня компанія Sony перенесла реліз «Людини-павука: Додому шляху нема» на листопад 2021 року. Через це Disney і Marvel випустили заяву про вихід «Тор: Любов і грім» на тиждень раніше попередньої дати (тепер 11 лютого 2022 року) та про прем'єру продовження «Доктора Стренджа» у березні 2022 року. У липні 2020 року Disney підтвердила, що серіал «Сокіл та Зимовий солдат» не вийде в серпні 2020 року, оскільки через пандемію коронавірусу знімання проєкту заморозили. Компанія Sony тоді ж перенесла вихід «Додому шляху нема» на грудень 2021 року. У вересні 2020 року було зроблено кілька офіційних заяв: телесеріал «ВандаВіжен» стане першим проєктом Четвертої фази і вийде до кінця 2020 року; прем'єра серіалу «Сокіл і Зимовий солдат» перенесена на 2021 рік; вихід «Чорної вдови», «Шан-Чі» та «Вічних» знову було відкладено: за новим розкладом ці фільми мали вийти в травні, липні та листопаді 2021 року відповідно. В результаті вперше з 2009 року протягом року не вийде жодного проєкту Marvel Studios. Змінюючи дати виходу фільмів та серіалів, керівництво Marvel Studios усвідомлювало незмінність основних сюжетних ліній, але Файгі уточнив, що багато проєктів фази, переважно, автономні або є продовженнями «Завершення». Він також зазначив, що «довгостроковий план» студії дозволив уникнути будь-яких творчих зрушень у Четвертій фазі через пандемію. Крім того, дати виходу багатьох проєктів були посунуті лише «на кілька тижнів». Єдиним значним аспектом фази, на який вплинула пандемія, була поява Валентини Аллегри де Фонтейн у виконанні Джулії Луї-Дрейфус, яка з'явилась спершу в серіалі «Сокіл та Зимовий солдат», а не в фільмі «Чорна вдова», як планувалося спочатку, оскільки «Чорна вдова» вийшла пізніше.
В грудні 2020 року американські прем'єри фільмів «Тор: Любов і грім» і «Чорна пантера II» були перенесені на 6 травня і 8 липня 2022 року відповідно. Також було заявлено про те, що в розробці знаходяться проєкти для Disney+: спеціальний різдвяний епізод «Вартових Галактики» та серія короткометражних фільмів «Я є Грут». Нові проєкти для Disney+ та «Чорна пантера II» стали частиною Четвертої фази. У березні 2021 року прем'єра «Чорної вдови» була вчергове перенесена: тепер на 9 липня 2021 року одночасно у кінотеатрах та на стрімінг-сервісі Disney+ за додаткову плату. Відповідно, прем'єра картини «Шан-Чі та легенда десяти кілець» у США мала відбутись 3 вересня 2021 року лише в кінотеатрах. У травні 2021 року було оголошено назву сиквела історії про Чорну пантеру — «Чорна пантера: Ваканда назавжди». Файгі описав фазу як «продовження історії в нових гранях і відхід від Саги Безкінечності [заради] нового початку». У серпні 2021 року видання TheWrap повідомило, що в розробці знаходиться спеціальний тематичний випуск на Хелловін для Disney+, присвячений Нічному перевертню. У жовтні 2021 року через затримки виробництва прем'єри частини фільмів були знову перенесені: «Доктор Стрендж: У мультивсесвіті божевілля» (нова дата в США — 6 травня 2022 року), «Тор: Любов і грім» (8 липня 2022 року) та «Чорна пантера: Ваканда назавжди» (11 листопада 2022).
Наприкінці червня 2022 року Файгі зазначив, що Четверта фаза наближається до завершення, заявивши, що глядачі скоро побачать, куди рухатиметься наступна сага КВМ, і що протягом усієї фази було залишено багато натяків та підказок. Він сказав, що Marvel Studios «прямо відкриє» свої плани на майбутнє в найближчі місяці, щоб надати аудиторії «ширшу картину, [щоб вони] змогли побачити лише крихітну частину масштабної дорожньої карти». На панелі Marvel Studios на Comic-Con в Сан-Дієго в липні 2022 року Файгі оголосив, що «Чорна пантера: Ваканда назавжди» завершить події Четвертої фази, а всі наступні повнометражні фільми та серіали на Disney+ увійдуть в П'яту і Шосту фази. Голова Marvel Studios також зазначив, що Четверта фаза стала першим розділом нової саги КВМ — Саги Мультивсесвіту. Файгі звернув увагу, що деякі проєкти Четвертої та П'ятої фаз та їх сцени після титрів з'єднаються в майбутньому і просунуть Сагу Мультивсесвіту до її логічного завершення, проте деякі натяки та зв'язки проєктів не набувають розвитку. Джеймс Ґанн, режисер і сценарист фільмів про Вартових Галактики, розкрив, що «Святковий спецвипуск Вартових Галактики» стане епілогом Четвертої фази. У вересні 2022 року пройде спеціальна панель Marvel Studios під час виставки D23.

## Фільми
Події 7 фільмів Четвертої фази відкрили нову сюжетну арку — «Сагу Мультивсесвіту».
| Фільм                                     | Дата виходу (Україна/США) | Режисер(и)            | Сценарист(и)                                        | Продюсер(и)                   | Статус |
| ----------------------------------------- | ------------------------- | --------------------- | --------------------------------------------------- | ----------------------------- | ------ |
| Чорна вдова                               | 8 липня 2021              | Кейт Шортленд         | Ерік Пірсон                                         | Кевін Файгі                   | Вийшов |
| Шан-Чі та Легенда Десяти Кілець           | 2 вересня 2021            | Дестін Деніел Креттон | Девід Калагам & Дестін Деніел Креттон & Ендрю Ленем | Кевін Файгі і Джонатан Шварц  | Вийшов |
| Вічні (фільм)                             | 8 листопада 2021          | Хлої Чжао             | Каз Фірпо                                           | Кевін Файгі і Нейт Мур        | Вийшов |
| Людина-павук: Додому шляху нема           | 15 грудня 2021            | Джон Воттс            | Кріс Маккенна & Ерік Соммерс                        | Кевін Файгі і Емі Паскаль     | Вийшов |
| Доктор Стрендж у мультивсесвіті божевілля | 6 травня 2022             | Сем Реймі             | Майкл Волдрон                                       | Кевін Файгі                   | Вийшов |
| Тор: Любов і грім                         | 8 липня 2022              | Тайка Вайтіті         | Тайка Вайтіті і Дженніфер Кейтін Робінсон           | Кевін Файгі і Бред Віндербаум | Вийшов |
| Чорна пантера: Ваканда назавжди           | 11 листопада 2022         | Райан Куглер          | Райан Куглер & Джо Роберт Коул                      | Кевін Файгі і Нейт Мур        | Вийшов |

### «Чорна вдова» (2021)
Наташа Романофф залишається одна і стикається з небезпечною змовою, пов'язаною з її минулим. Певна сила прагне за будь-яку ціну зупинити її. Романофф повинна розібратися зі своїм шпигунським минулим і зруйнованими стосунками, що залишилися в її житті задовго до того, як вона стала Месником.
В лютому 2014 року Кевін Файгі заявив про бажання детальніше розкрити видіння Чорної вдови з минулого в «Месниках: Ера Альтрона» в сольному фільмі про персонажа. До січня 2018 року Джек Шефер була підтверджена як сценарист картини, а в липні того ж року режисерське крісло дісталося Кейт Шортленд. У лютому 2019 року з'ясувалося, що Marvel найняли Неда Бенсона для переписування сценарію. У результаті, Шеффер і Бенсон значаться в титрах як автори сюжету, а єдиним сценаристом картини є Ерік Пірсон. Знімання почали в травні 2019 року і вони тривали до жовтня, пройшовши в Норвегії, Великій Британії, Будапешті, Марокко та Джорджії. Прем'єра «Чорної вдови» відбулася 29 червня 2021 року і включала заходи для фанатів у Лондоні, Лос-Анджелесі, Мельбурні та Нью-Йорку. Вихід фільму в Україні відбувся 8 липня, у США в кінотеатрах і на стрімінг-сервісі Disney+ за додаткову плату — 9 липня.
Події фільму розташовуються між основною частиною та фінальною сценою фільму «Перший месник: Протистояння» (2016). Вільям Герт знову виконує роль Таддеуса Росса з фільмів КВМ. В сцені після титрів з'являється Джулія Луї-Дрейфус, повторюючи роль Валентини Алегри де Фонтейн з серіалу «Сокіл та Зимовий солдат» (2021). Ця сцена підводить до появи Олени Бєлової у виконанні Флоренс П'ю в серіалі «Соколине око». Джеремі Реннер з'являється в «Чорній вдові» з голосовим камео Клінта Бартона/Соколиного ока; крім того, у фільмі з'являється фотографія персонажа.

### «Шан-Чі та Легенда Десяти Кілець» (2021)
Коли Шан-Чі втягується в підпільну організацію «Десять кілець», він змушений протистояти минулому, яке, як він думав, залишилось позаду.
До грудня 2018 року керівництво Marvel Studios вже займалося активною розробкою сольного фільму про Шан-Чі, який стане першим проєктом кіновсесвіту з азійським супергероєм у головній ролі. Китайсько-американський автор Девід Калагам був найнятий для роботи над сценарієм, а в березні 2019 року Дестін Деніел Креттон зайняв режисерське крісло. На Comic-Con в Сан-Дієго 2019 року було анонсовано, що головну роль у проєкті виконає Симу Лю, роль лиходія Венву — Тоні Люн. Знімання розпочали в лютому 2020 року, але вже в березні були призупинені через пандемію коронавірусу. Виробництво відновилося на початку серпня 2020 року і закінчилося в жовтні. Знімання відбувалося в Австралії та Сан-Франциско. У квітні 2021 року було розкрито, що крім Девіда Калагама сценаристом картини значаться сам Дестін Деніел Креттон і Ендрю Ленем. Світова прем'єра фільму «Шан-Чі та легенда десяти кілець» відбулася 16 серпня 2021 року в Лос-Анджелесі, кінотеатральний реліз в Україні відбувся 2 вересня.
Події фільму відбуваються після «Месників: Завершення» (2019). Бенедикт Вонґ повторює роль Вонґа з фільмів КВМ, Тім Рот — роль Огиди, вперше після «Неймовірного Халка» (2008), а Бен Кінгслі — роль Тревора Слеттері, фальшивого Мандарина, після появ у «Залізна людина 3» (2013) і короткометражці «Хай живе король» (2014). Організація «Десять кілець» вже була представлена у фільмах «Залізна людина» (2008), «Залізна людина 2» (2010), короткометражці «Хай живе король» (2014) та стрічці «Людина-мураха» (2015). У першій сцені після титрів Марк Раффало і Брі Ларсон повторюють ролі Брюса Беннера і Керол Денверс / Капітан Марвел відповідно.

### «Вічні» (2021)
Повернення половини населення Землі під час подій фільму «Месники: Завершення» викликає деяке «Пробудження». Вічні — безсмертна іншопланетна раса, створена Целестіалами, яка живе на Землі в таємниці понад 7 тисяч років, — воз'єднується, щоб захистити людством вд своїх злобних побратимів Девіантів.
До початку 2018 року керівництво Marvel Studios затвердило Каза і Раяна Фірпо в якості авторів сюжету для фільму, який зосередиться на любовній історії Серсі та Ікаріса. Наприкінці вересня Хлої Чжао офіційно зайняла режисерське крісло. Окрім того, Чжао написала сценарій як сольний автор і в творчому тандемі з Патріком Берлі, до написання сценарію також були залучена брати Фірпо. Знімання відбувалося в Англії з липня 2019 року по лютий 2020 року. Основна частина акторського складу була оголошена на Комік-коні в Сан-Дієго 2019 року, з іичардом Медденом в ролі Ікаріса і Анджеліною Джолі в ролі Тени, до проєкту також приєдналась Джемма Чан на роль Серсі. В серпні 2020 року оригінальна назва картини «The Eternals» була скорочена до «Eternals», що ніяк не вплинуло на український переклад. Світова прем'єра фільму відбулась 18 жовтня 2021 року в Лос-Анджелесі. В Україні стрічка вийшла 4 листопада 2021 року.
Події фільму відбуваються в 2024 році, через 6-8 місяців після «Месників: Завершення» і майже відразу після подій «Шан-Чі та Легенда Десяти Кілець» (2021). В першій сцені після титрів Гаррі Стайлс виконав роль Ероса, брата Таноса, а Петтон Освальт озвучив Тролля Піпа. В другій сцені після титрів Магершала Алі з'явився з голосовим камео Блейда перед повноцінним дебютом сольного фільму про персонажа.

### «Людина-павук: Додому шляху нема»

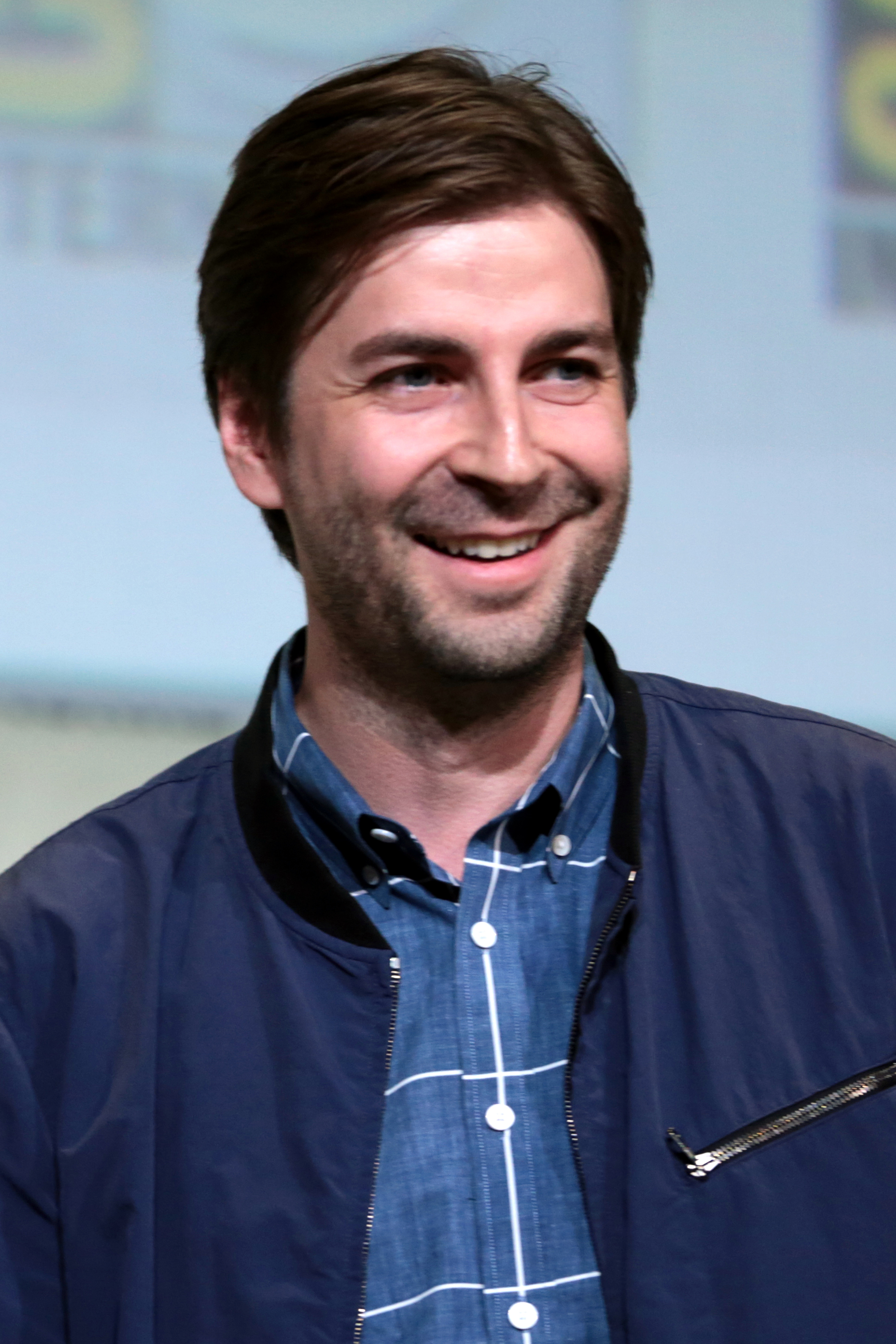
Джон Воттс, режисер фільмів про Людину-павука

Після того, як Містеріо розкрив всьому світові особистість Людини-павука, життя і репутація Пітера Паркера знаходиться під загрозою. Намагаючись все виправити, Пітер звертається по допомогу до Стівена Стрннджа в надії на його магію. Однак через це ситуація лише загострюється і з'являються розриви в мультивсесвіті, внаслідок чого прибувають злодії з альтернативних всесвітів, які боролись проти інших версій Людини-павука.
В квітні 2017 року в планах КВМ було анонсовано третій фільм про Людину-павука, дія якого розгорнеться в випускному класі Пітера Паркера. В липні 2019 року Кевін Файгі відмітив, що триквел розповість «історію про Пітера Паркера, яка ще не була екранізована», її зав'язка міститься в першій сцені після титрів «Далеко від дому». В серпні 2019 року до роботи над сценарієм повернулись сценаристи « Далеко від дому» Кріс Маккенна і Ерік Соммерс; але тоді ж Disney і Sony не змогли підписати новий договір стосовно залученості Marvel Studios в створення нових проєктів про персонажа. Однак вже в вересні компанії оголосили про підписання нового договору і про повернення Тома Голланда. В червні 2020 року до роботи над проєктом повернувся режисер Джон Воттс. Знімання фільму розпочались в Нью-Йорку в жовтні 2020 року, а потім продовжились в Атланті наприкінці жовтня. Офіційний підзаголовок стрічки було оголошено в лютому 2021 року, а наприкінці березня завершились зйомки. Продюсер Емі Паскаль назвала стрічку «кульмінацією всієї трилогії». Світова прем'єра фільму відбулась 13 грудня 2021 року в Лос-Анджелесі. Стрічка вийшла український прокат 16 грудня.
Події картини розгортаються відразу після подій «Далеко від дому» (2019) і приводять до подій фільму «Доктор Стрендж у мультивсесвіті божевілля» (2022), а Бенедикт Камбербетч і Бенедикт Вонґ знову виконали ролі Стівена Стренджа і Вонґа з фільмів КВМ. Події «Далеко від дому» також пов'язані з попередніми стрічками про персонажа: Тобі Магвайр і Ендрю Гарфілд повернулись до ролі Людини-павука з франшиз Сем Реймі і Марка Вебба, названих в фільмі як «Пітер-Два» і «Пітер-Три», відповідно. Крім того, Віллем Дефо повторив роль Нормана Осборна / Зеленого гобліна, Альфред Моліна — роль Отто Октавіуса / Доктора Октопуса і Томас Гейден Черч — роль Флінта Марко / Піщаної людини з трилогії Реймі. Ріс Іванс повернувся до ролі Курта Коннорса / Ящіра і Джеймі Фокс — до ролі Макса Діллона / Електро з дилогії Вебба. Чарлі Кокс також повторив роль Метта Мердока / Шибайголови з телесеріалів Netflix від Marvel Television. В першій сцені після титрів Том Гарді з'явився з камео Едді Брока / Венома з фільмів всесвіту Людини-павука від Sony.

### «Доктор Стрендж у мультивсесвіті божевілля»
Доктор Стівен Стрендж намагається захистити юну Америку Чавес, здатну подорожувати по Мультивсесвіту, від Ванди Максимової / Багряної відьми.
До грудня 2018 року Скотт Дерріксон уклав контракт із Marvel Studios на продовження «Доктора Стренджа», а Бенедикт Камбербетч − на повернення до головної ролі. На Комік-коні в Сан-Дієго 2019 року було оголошено назву картини та участь Елізабет Олсен. У січні 2020 року Скотт Дерріксон пішов з поста режисера «через творчі розбіжності», але залишився виконавчим продюсером фільму. У лютому 2020 року Сем Реймі розпочав переговори про призначення його на пост режисера фільму. Головний автор серіалу «Локі» Майкл Волдрон був призначений новим сценаристом фільму. Реймі в квітні 2020 року підтвердив, що став режисером фільму. Зйомки розпочали наприкінці листопада 2020 року в Лондоні, але їх перервали в січні 2021 року через нові обмеження у зв'язку з пандемією COVID-19; виробництво відновилося до березня того ж року і завершилося в середині квітня в Сомерсеті. Прем'єра фільму «Доктор Стрендж у мультивсесвіті божевілля» в Україні мала відбутися 5 травня 2022 року у форматі 3D та IMAX 3D, проте через російське вторгнення в Україну була перенесена на 9 червня 2022 року; Disney не запускав прокат фільму в кінотеатрах Росії та Білорусі. Світова прем'єра відбулася 2 травня 2022 року, вихід у прокаті в США — 6 травня.
Дія фільму розгортається через пару місяців після подій фільму «Людина-павук: Додому шляху нема». Елізабет Олсен виконує одну з головних ролей Ванди Максимової / Багряної відьми після серіалу «ВандаВіжен» (2021). Джуліан Хілліард і Джетт Кляйн, які зіграли Біллі і Томмі Максимових, синів Ванди у «ВандаВіжен», також повернулися до «Мультивсесвіту божевілля». Фільм представив Іллюмінатів, групу героїв з Землі-838, в яку входить Патрік Стюарт в ролі Чарльза Ксав'єра / Професора Ікс (після виконання ролі іншої версії персонажа в серії фільмів «Люди Ікс» компанії 20th Century Studios), Гейлі Етвел в ролі Пеггі Картер / Капітан Картер (після озвучування схожої версії персонажа в мультсеріалі «А що як...?»), Лашана Лінч в ролі Марії Рамбо / Капітана Марвел (після виконання ролі Рамбо з Землі-616 у фільмі «Капітан Марвел»), Енсон Маунт в ролі Блекагара Болтагона / Чорного грому (після виконання ролі іншої версії Чорного грому в телесеріалі Marvel і ABC «Надлюди») і Джон Кразінські в ролі Ріда Річардса / Містера Фантастика, члена Фантастичної четвірки. У першій сцені після титрів з'явилася Шарліз Терон в ролі Клеа.

## Телесеріали
Всі телесеріали виходять на стрімінг-сервісі Disney+.
| Серіал                                          | Сезон              | Епізоди            | Прем'єрний показ  | Прем'єрний показ | Головний сценарист | Режисер(и)                                                    | Статус |
| Серіал                                          | Сезон              | Епізоди            | Прем'єра сезону   | Фінал сезону     | Головний сценарист | Режисер(и)                                                    | Статус |
| ----------------------------------------------- | ------------------ | ------------------ | ----------------- | ---------------- | ------------------ | ------------------------------------------------------------- | ------ |
| ВандаВіжен                                      | 1                  | 9                  | 15 січня 2021     | 5 березня 2021   | Джек Шефер         | Метт Шекман                                                   | Вийшов |
| Сокіл та Зимовий солдат                         | 1                  | 6                  | 19 березня 2021   | 23 квітня 2021   | Малкольм Спеллман  | Карі Скогланд                                                 | Вийшов |
| Локі                                            | 1                  | 6                  | 9 червня 2021     | 14 липня 2021    | Майкл Волдрон      | Кейт Геррон                                                   | Вийшов |
| А що як…?                                       | 1                  | 9                  | 11 серпня 2021    | 6 жовтня 2021    | Ешлі Бредлі        | Браян Ендрюс                                                  | Вийшов |
| Соколине око                                    | 1                  | 6                  | 24 листопада 2021 | 22 грудня 2021   | Джонатан Ігла      | Різ Томас і Берт і Берті                                      | Вийшов |
| Місячний лицар                                  | 1                  | 6                  | 30 березня 2022   | 4 травня 2022    | Джеремі Слейтер    | Мохамед Діаб і Джастін Бенсон & Аарон Мурхед                  | Вийшов |
| Міз Марвел                                      | 1                  | 6                  | 8 червня 2022     | 13 липня 2022    | Біша Алі           | Аділь Ель Арбі і Білал Фалла, Шармін Обаїд-Чіной і Міра Менон | Вийшов |
| Жінка-Галк: Адвокатка                           | 1                  | 9                  | 18 серпня 2022    | 13 жовтня 2022   | Джессіка Ґао       | Кет Койро і Ану Валіа                                         | Вийшов |
| Нічний вовкулака                                | Спеціальний випуск | Спеціальний випуск | Жовтень 2022      | Жовтень 2022     | TBA                | Майкл Джаккіно                                                | Вийшов |
| Вартові галактики: Спеціальний святковий випуск | Спеціальний випуск | Спеціальний випуск | Грудень 2022      | Грудень 2022     | Джеймс Ґанн        | Джеймс Ґанн                                                   | Вийшов |

### «Нічний вовкулака» (2022)
Таємна група мисливців на монстрів збирається в замку Бладстоун після смерті свого лідера і бере участь в таємничому і смертельному змаганні за могутню реліквію, яка зіштовхне їх віч-на-віч з небезпечним монстром.
У серпні 2021 року в розробці Marvel Studios знаходився спеціальний тематичний випуск на Хелловін для Disney+, присвячений Нічному перевертню. В листопаді стало відомо, що Гаель Гарсія Берналь виконає головну роль. Режисером виступить Майкл Джаккіно. Знімання розпочали наприкінці березня 2022 року в Атланті і завершили наприкінці квітня. Прем'єра спеціального випуску відбудеться 7 жовтня 2022 року.

### «Вартові галактики: Спеціальний святковий випуск» (2022)

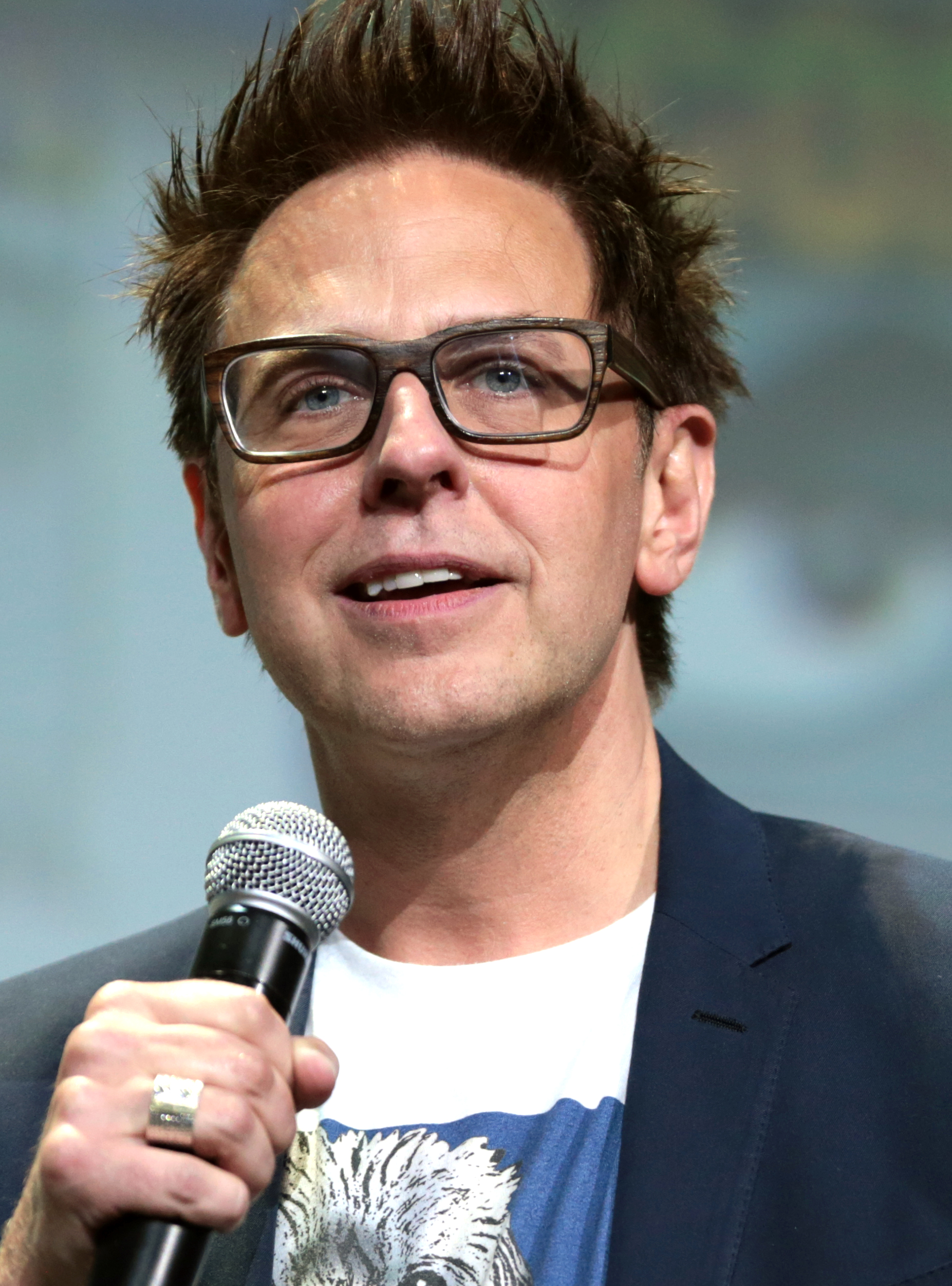
Джеймс Ґанн, сценарист і режисер фільмів і спеціального святкового випуску про Вартових Галактики

В грудні 2020 року було анонсовано, що Джеймс Ґанн напише і зрежисує спеціальний святковий випуск «Вартових Галактики», до роботи над яким повернеться основна частина акторського складу Вартових. Знімання розпочали в лютому 2022 року в Атланті і закінчили наприкінці квітня, відбувшись під час виробництва фільму «Вартові Галактики 3» (2023). Прем'єра проєкту «Вартові Галактики: Спеціальний святковий випуск» відбудеться в грудні 2022 року.
Дія епізоду розгорнеться між подіями фільмів «Тор: Любов і грім» і «Вартові Галактики 3».

## Хронологія фази

### Офіційна хронологія
| Рік  | Проєкт |
| ---- | --- |
| 2014 | «Я є Ґрут» |
| 2016 | «Чорна вдова» |
| 2023 | «ВандаВіжен» |
| 2024 | «Тор: Любов і грім», «Сокіл та Зимовий солдат», «Шан-Чі та Легенда Десяти Кілець», «Вічні», «Людина-павук: Додому шляху нема», «Доктор Стрендж у мультивсесвіті божевілля», «Соколине око» |
| 2025 | «Місячний лицар», «Жінка-Галк: Адвокатка», «Міз Марвел» |

## Акторський склад і персонажі
До таблиці входять актори, що з'являються в декількох фільмах чи телесеріалах Четвертої фази кіновсесвіту Marvel.
- К — персонаж з'являється з камео без згадування в титрах
- Ф — персонаж з'являється на фотографії
- Г — звучить тільки голос персонажа / озвучування

| Персонаж                             | Фільми              | Серіали            | Анімація             |
| ------------------------------------ | ------------------- | ------------------ | -------------------- |
| Клінт Бартон Соколине око            | Джеремі РеннерКФГ   | Джеремі Реннер     | Джеремі РеннерГ      |
| Брюс Беннер Халк                     | Марк РаффалоК       | Марк Раффало       | Марк РаффалоГ        |
| Вонґ                                 | Бенедикт Вонґ       | Бенедикт Вонґ      | Бенедикт ВонгГ       |
| Ґамора                               | Зої Салдана         | Зої Салдана        | Сінтія МаквільямсГ   |
| Ґрут                                 | Він ДізельГ         | Він ДізельГ        | Він ДізельГ          |
| Дракс Руйнівник                      | Дейв Батиста        | Дейв Батиста       | Фред ТатаскьорГ      |
| Керол Денверс Капітан Марвел         | Брі ЛарсонК         | Брі ЛарсонК        | Александра ДеніелсГ  |
| Пітер Квілл Зоряний лицар            | Кріс Пратт          | Кріс Пратт         | Браян Т. ДеланіГ     |
| Небула                               | Карен Гіллан        | Карен Гіллан       | Карен ГілланГ        |
| Окоє                                 | Данай Гуріра        | Данай Гуріра       | Данай ГуріраГ        |
| Ракета                               | Бредлі КуперГ       | Бредлі КуперГ      | Бредлі КуперГ        |
| Сіф                                  | Джеймі Александер   | Джеймі АлександерК | Джеймі АлександерГ   |
| Олена Бєлова Чорна вдова             | Флоренс П'ю         | Флоренс П'ю        |                      |
| Еміль Блонські Огида                 | Тім РотКГ           | Тім Рот            |                      |
| Агент Седі Дівер                     | Алісія РейнерК      | Алісія Рейнер      |                      |
| Агент П. Клірі                       | Аріан Моайед        | Аріан Моайед       |                      |
| Ванда Максимова Багряна відьма       | Елізабет Олсен      | Елізабет Олсен     |                      |
| Мантіс                               | Пом Клементьєв      | Пом Клементьєв     |                      |
| Графиня Валентина Аллегра де Фонтейн | Джулія Луї-ДрейфусК | Джулія Луї-Дрейфус |                      |
| Краглін Обфонтері                    | Шон Ганн            |                    | Шон ГаннГ            |
| Крістін Палмер                       | Рейчел Мак-Адамс    |                    | Рейчел Мак-АдамсГ    |
| Пітер Паркер Людина-павук            | Том Голланд         |                    | Гадсон ТемзГ         |
| Рамонда                              | Анджела Бассетт     |                    | Анджела БассеттГ     |
| Наташа Романова Чорна вдова          | Скарлетт Йоганссон  |                    | Лейк БеллГ           |
| Тадеус Росс                          | Вільям Герт         |                    | Майкл МакгіллГ       |
| Стівен Стрендж                       | Бенедикт Камбербетч |                    | Бенедикт КамбербетчГ |
| Тор                                  | Кріс Гемсворт       |                    | Кріс ГемсвортГ       |
| Джейн Фостер                         | Наталі Портман      |                    | Наталі ПортманГ      |
| Геппі Гоган                          | Джон Фавро          |                    | Джон ФавроГ          |
| Шурі                                 | Летиція Райт        |                    | Озіома АкагаГ        |
| Джеймс «Бакі» Барнс Зимовий солдат   |                     | Себастіан Стен     | Себастіан СтенГ      |
| Жорж Батрок                          |                     | Жорж Сен-П'єр      | Жорж Сен-П'єрГ       |
| Віжен                                |                     | Пол Беттані        | Пол БеттаніГ         |
| Шерон Картер Торговець силою         |                     | Емілі Ван Кемп     | Емілі Ван КемпГ      |